# 野咲美優
野咲 美優（のざき みゆ、2004年〈平成16年〉9月11日 ）は、鹿児島県出身のファッションモデル、TikToker。旧芸名及び本名は山崎美優。姉は、日本のYouTuber、ファッションモデルのねお。

## 経歴
2021年、山崎美優として今日、好きになりました。第34弾に出演。
2022年1月1日、ワタナベエンターテインメントに所属することと、野咲美優への改名を発表。

## 出演

### ファッションショー
- KANSAI COLLECTION 2024 AUTUMN＆WINTER（2024年8月1日、京セラドーム大阪）[3]

### その他
momo collection（2021年9月  - 11月）- キャンペーンキャラクター

## 書籍

### デジタル写真集
- ポラリス（週刊プレイボーイ、2022年8月22日）